# Charles de Lorgeril
Pour les autres membres de la famille, voir Famille de Lorgeril.
Charles de Lorgeril, né le 13 juin 1849 à Plérin-Légué et mort le 26 août 1897 au château de Goudemail (Lanrodec), est un homme politique français.

## Biographie
Charles de Lorgeril s'engagea pour la Guerre franco-allemande de 1870 dans les volontaires de l'Ouest qui avaient remplacé les zouaves pontificaux, où il sera caporal.
Adjoint et conseiller municipal de Lanrodec de 1875 à 1886, puis maire de Pleugueneuc à partir de 1886, il fut élu député d'Ille-et-Vilaine en 1889, comme candidat du comité conservateur pour « battre l'opportunisme » et instaurer un « gouvernement qui protège l'agriculture et la marine ».
Il fut président du comice de Tinténiac, président de la Société départementale d'agriculture d'Ille-et-Vilaine, administrateur du syndicat central agricole d'Ille-et-Vilaine et secrétaire général de l'Association bretonne en 1885.

## Source
- « Charles de Lorgeril », dans le Dictionnaire des parlementaires français (1889-1940), sous la direction de Jean Jolly, PUF, 1960 [détail de l’édition]